# 浮石水库
浮石水库，位于中国广西壮族自治区融安县，是柳江中游融江段干流上的大（2）型水库，1993年动工，2000年竣工蓄水。水库总库容4.5亿立方米，回水长34.5千米。水库大坝为混凝土重力坝，坝高28.3米，坝长415.8米。水库以发电、通航为主。电站装机容量54兆瓦，年发电量2.88亿千瓦时。船闸设计年货运量73.76万吨。